# Chiếc thuyền ngoài xa
Chiếc thuyền ngoài xa là tên một truyện ngắn của nhà văn Nguyễn Minh Châu. Đây là tác phẩm tiêu biểu cho đề tài đời tư – thế sự của Nguyễn Minh Châu sau năm 1975. Tạp chí Văn nghệ Quân đội (số 1 tháng 10 năm 2007) cũng chọn và coi đây là một trong những tác phẩm hay nhất của nhà văn. Tác phẩm này đã được đưa vào giảng dạy ở chương trình chính thức Sách giáo khoa môn Ngữ văn lớp 12 bắt đầu từ năm học 2008–2009 qua một đoạn trích phần giữa truyện. Bài này cũng được đưa vào đề thi môn Ngữ văn Kì thi tốt nghiệp Trung học phổ thông quốc gia vào các năm 2015, 2018 và 2022.

## Xuất xứ và nội dung
Truyện ngắn Chiếc thuyền ngoài xa sáng tác vào tháng 8 năm 1983 được in lần đầu tiên trong tập "Bến quê" (1985), sau được tác giả lấy làm tên chung cho cả tuyển tập truyện ngắn của mình (1987).
Tác phẩm còn được đưa vào tập truyện ngắn Tình yêu sau chiến tranh – tuyển tập truyện ngắn Việt Nam đương đại do hai nhà văn Wayne Karlin và Hồ Anh Thái chủ biên, được nhà xuất bản Curbstone ấn hành ở Hoa Kỳ (bằng tiếng Anh).
Chiếc thuyền ngoài xa thuộc dạng truyện luận đề với việc Nguyễn Minh Châu đã đặt ra vấn đề mối quan hệ giữa văn học và đời sống. Tuy vậy, nhà văn không biến nhân vật thành cái loa phát biểu luận đề. Thông qua câu chuyện kể về chuyến đi của một nghệ sĩ nhiếp ảnh đến một vùng biển miền Trung để chụp ảnh nghệ thuật, với một cốt truyện nhiều tình huống bất ngờ với hệ thống nhân vật đa dạng, nhà văn đề cập đến tính trung thực của người nghệ sĩ, nêu lên mối quan hệ chặt chẽ giữa văn học và hiện thực cũng như những vấn đề phức tạp của cuộc sống, kể cả bi kịch số phận con người.

## Tóm tắt
Phùng, một nhiếp ảnh gia tài ba, có niềm đam mê với nghệ thuật và có một tâm hồn nhạy bén, được trưởng phòng giao nhiệm vụ đi chụp một tấm ảnh về cảnh biển khơi có sương mù vào lúc sáng sớm để bổ sung cho bộ ảnh lịch nghệ thuật độc đáo. Chính vì vậy anh quyết định đến một vùng biển miền Trung nọ vào giữa tháng 7. Ngoài Đẩu, cựu chiến hữu giờ đang là chánh án tòa án huyện ra, anh cũng quen thân với Phác, cậu bé thường đi cùng ông ngoại chở gỗ từ trên rừng về bán cho xưởng đóng tàu. Sau cả một tuần lễ chưa chụp được một bức ảnh ưng ý nào, tình cờ Phùng thấy cảnh chiếc thuyền lưới vó ở phía ngoài xa xăm kia, đang trôi nổi trong làn sương sớm: "mũi thuyền in một nét mơ hồ lòe nhòe vào bầu sương mù trắng như sữa pha đôi chút màu hồng hồng do ánh mặt trời chiếu vào, vài bóng người ngồi yên phăng phắc như tượng trên chiếc mui khum khum đang hướng mặt vào bờ" tạo nên một khung cảnh "từ đường nét đến ánh sáng đều hài hòa và đẹp, một vẻ đẹp thực đơn giản và toàn bích". Anh nhanh chóng bấm liên thanh một hồi, thu vào chiếc máy ảnh của anh "cái đẹp tuyệt đỉnh của ngoại cảnh", một vẻ đẹp tuy rằng đơn giản nhưng đạt đến sự hoàn mỹ và toàn bích khiến cho tâm hồn anh như được tắm rửa trong ngần ấy khoảnh khắc.
Tuy nhiên, khi chiếc thuyền vào bờ, anh lại chứng kiến một cảnh tượng nghiệt ngã, phi thẩm mỹ: hai vợ chồng dân làng chài bước vào bờ, mụ đàn bà trạc ngoài 40 tuổi, mặt rỗ, dáng người thô kệch, cùng lão đàn ông đang nhìn chằm chằm vào lưng mụ với dáng đi nom như một con gấu khổng lồ, rồi lão ta rút thắt lưng lính Ngụy ra đánh vào lưng mụ tới tấp. Vừa đánh lão vừa chửi "chúng mày chết hết đi, chết hết đi cho ông nhờ", rồi Phác, lộ diện chính là đứa con của cặp vợ chồng kia, xông vào ngăn cản, phản đòn lại bố. Cảnh tượng này những ngày sau đó lại tiếp diễn, chỉ khác là lần này khi lão đàn ông vừa rời khỏi thuyền thì có thêm đứa con gái là chị của Phác cũng bơi vào bờ, rượt theo em trai và giành được con dao găm mà thằng bé đang giấu trong cạp quần. Phùng liền xông vào đánh nhau với lão đàn ông nhưng bị thương nhẹ, và Tòa án gọi mụ đàn bà đến.
Tại đây, chánh án Đẩu vì căm giận lão đàn ông vũ phu nhiều lần đánh vợ "ba ngày một trận nhẹ năm ngày một trận nặng", đã khuyên mụ ly hôn, nhưng mụ ta van xin Đẩu đừng bắt tù chồng mụ mà thay vào đó hãy bắt mụ bỏ tù. Sau đó, mụ bắt đầu kể lại về cuộc đời, gia cảnh của mình, và lý do mụ không muốn bỏ chồng là bởi gia đình họ cần một người đàn ông chèo chống lúc phong ba để nuôi cả một đàn con thơ. Mụ đàn bà chấp nhận sống nhẫn nhục trong sự ngược đãi của chồng là vì những đứa con. Một người đàn bà với tình thương con cái vô bờ bến, sự cảm thông cho chồng, thấu hiểu lẽ đời đó chính là uy quyền có sức công phá lớn nhất để cảm thông cả pháp luật mà những người lao động lam lũ khác không có. Qua đấy, chánh án Đẩu vỡ lẽ ra được nhiều điều trong cách nhìn nhận cuộc sống còn nhiếp ảnh gia Phùng lại hiểu thêm về mối quan hệ giữa nghệ thuật và cuộc đời. Thì ra cuộc đời này còn rất nhiều góc khuất mà nghệ thuật chưa thể vươn tới, ẩn chứa nhiều ngang trái oái oăm mà khi đến gần mới có thể nhận được, chỉ có lòng tốt và kiến thức sách vở thì không thể giải quyết được vấn đề thực tế, mà phải có một cái nhìn sâu sắc đa diện và nhiều chiều về một vấn đề trong cuộc sống.
Tấm ảnh của Phùng trong năm ấy và nhiều năm về sau vẫn còn được treo ở nhiều nơi, nhất là trong các gia đình sành nghệ thuật. Nhưng cứ mỗi lần Phùng nhìn bức ảnh, những ám ảnh, trăn trở về hình ảnh người đàn bà vùng biển lại đến với anh.

## Quan điểm nghệ thuật của Nguyễn Minh Châu trong tác phẩm
Dựng lên sự đối lập giữa hình ảnh chiếc thuyền trên bức ảnh nghệ thuật và tấn bi kịch của gia đình người ngư dân bên trong chiếc thuyền đẹp đẽ ấy, nhà văn thể hiện rõ quan niệm nghệ thuật của mình: nghệ thuật chân chính bao giờ cũng bắt nguồn từ cuộc sống, phục vụ cuộc sống; tài năng và tấm lòng của người nghệ sĩ là những nhân tố không thể thiếu được trong sự sáng tạo nghệ thuật.
Nguyễn Minh Châu đã không trực tiếp phát ngôn cho quan niệm nghệ thuật của mình nhưng hệ thống nhân vật của tác phẩm và đặc biệt quá trình tự ý thức của người nghệ sĩ nhiếp ảnh (ở đoạn kết) đã toát ra điều đó (xem phần trích tác phẩm). Bằng hành động tự ý thức, Phùng đã nhận ra cái chưa đến được của mình để rồi đấu tranh tự hoàn thiện. Đây cũng chính là khát vọng kết nối Chân – Thiện – Mĩ mà suốt đời nhà văn Nguyễn Minh Châu luôn khao khát và tìm kiếm.

## Giá trị nhân đạo
Chiếc thuyền ngoài xa của Nguyễn Minh Châu là tác phẩm giàu giá trị nhân đạo. Viết truyện ngắn này, Nguyễn Minh Châu muốn bày tỏ sự thông cảm đối với cuộc sống của con người nơi vùng biển vắng. Tư tưởng nhân đạo của truyện ngắn thể hiện ở thái độ quan tâm đến con người bất hạnh của nhà văn. Phê phán hành động vũ phu của người chồng, đồng thời Nguyễn Minh Châu muốn cho người đọc thấy rõ tình trạng bạo lực trong gia đình, một mảng tối của xã hội đương đại. Nhà văn còn mạnh dạn nêu lên phản ứng dữ dội của đứa con để nhấn mạnh hậu quả trầm trọng của tệ nạn này. Chính người vợ đã gửi đứa con lên ở với ông ngoại để khỏi chứng kiến cái ác hoành hành ngay trong gia đình. Người vợ hy sinh cũng để bảo vệ cho hạnh phúc gia đình. Dẫu viết về bạo lực gia đình, nhưng Nguyễn Minh Châu đã báo động những vấn đề xã hội nhức nhối. Gióng lên một tiếng chuông báo hiệu điều ác, Nguyễn Minh Châu đã đấu tranh cho cái thiện. Tư tưởng nhân đạo của truyện chính là ở điểm ấy.
Ngoài ra, giá trị nhân đạo còn được thể hiện qua việc xây dựng nhân vật người đàn bà. Hình ảnh người đàn bà vùng biển xấu xí, nhẫn nhục vẫn toát lên vẻ đẹp của tình mẫu tử, một vẻ đẹp đầy nữ tính, vị tha của người phụ nữ ở một miền biển còn nghèo đói, lạc hậu. Như vậy ngòi bút nhân đạo của Nguyễn Minh Châu đã thể hiện nhưng khát khao hạnh phúc bình dị của người lao động. Dẫu nghiệt ngã những phận đời, dẫu còn nhiều nghịch lý, nhưng ẩn chìm trong những trang văn của Nguyễn Minh Châu vẫn là chất nhân văn lấp lánh.

## Một số nhận xét
| “ | …Vậy nên, có thể nói hình tượng "chiếc thuyền ngoài xa" đích thực là một ẩn dụ nghệ thuật hoàn toàn có dụng ý của nhà văn Nguyễn Minh Châu. Giải mã hình tượng ẩn dụ đó, người đọc sẽ nhận ra một thông điệp mà nhà văn muốn truyền đi, rằng cuộc đời vốn dĩ là nơi sản sinh ra cái đẹp của nghệ thuật nhưng không phải bao giờ cuộc đời cũng là nghệ thuật, và rằng con người ta cần có một khoảng cách để chiêm ngưỡng vẻ đẹp của nghệ thuật nhưng nếu muốn khám phá những bí ẩn bên trong thân phận con người và cuộc đời thì phải tiếp cận với đời, đi vào bên trong cuộc đời và sống cùng cuộc đời. | ” |

| “ | …Trong truyện ngắn tuyệt vời của Nguyễn Minh Châu, một người chụp ảnh lịch năng nổ và mệt mỏi vì công việc, nhận thêm một việc rõ ràng là bất khả: chộp cho được bí ẩn của màn sương mù dâng lên trên mặt nước trong một tấm ảnh có phần hoàn chỉnh… Cuối cùng anh đã thành công với một bức ảnh như vậy, chỉ để nhận ra hàng triệu người ca tụng vẻ đẹp tác phẩm của anh sẽ không bao giờ biết được sự tàn ác và nét xấu xa thực sự của con người mà anh đã chụp ảnh – một ngư dân dã man hay đánh đập vợ và người vợ nô tì của ông ta. Trong tay của một nhà văn kém cỏi, một truyện ngắn như vậy thật nhạt nhẽo, nhưng ở đây bức ảnh trở nên in dấu sâu đậm trong tâm khảm chúng ta đến mức tác phẩm vang vọng với ý nghĩa thật mới mẻ thật lâu sau khi đọc. | ” |

| “ | …Trước đây, trong Trăng sáng, Nam Cao đã nêu quan điểm nghệ thuật vị nhân sinh của mình: nhà văn phải thấy rằng dưới cõi nhân gian mà ánh trăng đang bao phủ ruột nà, nơi người nghệ sĩ mặc sức cho trí tưởng tượng của mình bay bổng là bao cuộc đời cực nhục, vất vả. Truyện ngắn Chiếc thuyền ngoài xa có thể coi như là một sự minh họa tiếp tục cho quan điểm ấy. Việc chứng kiến cảnh một người chồng vũ phu đánh đập dã man vợ mình, còn người đàn bà đó hoàn toàn chấp nhận và chịu đựng quả là một nghịch cảnh đối với tất cả những gì trước đó người phóng viên được nhìn thấy. Tình huống càng trở nên "đắt giá" hơn khi người phóng viên hiểu được cái lý do sâu xa khiến cho cuộc sống vợ chồng của những người ngư dân này luôn luôn là như vậy: những ngưởi đàn bà sống trên thuyền không thể thiếu chỗ dựa là đàn ông, còn việc người đàn ông thỉnh thoảng lôi vợ vào chỗ vắng người mà đánh chẳng qua cũng chỉ để giải tỏa nỗi ức chế vì cảnh đông con bắt đắc dĩ và sự nghèo khổ triền miên của cuộc đời mình. Tình huống đó đã buộc người phóng viên phải thay đổi quan điểm về đối tượng nghệ thuật... | ” |

| “ | ...Chiếc thuyền ngoài xa là những suy nghĩ da diết về chân lý nghệ thuật và đời sống. Chính khát vọng muốn tìm đến cái đẹp hài hòa, muốn làm cho con người hạnh phúc nhiều khi đã đưa người ta đến chỗ đơn giản hóa, không nhận ra cái thực tế khắc nghiệt, hoặc nói như Ăng-ghen là một thứ chủ nghĩa lãng mạn, vị trí lý tưởng mà quên mất hiện thực. Đó là bài học của người nghệ sĩ nhiếp ảnh... | ” |

## Trích đoạn tác phẩm
Những cảm nghĩ của Phùng trước cảnh chiếc thuyền ngoài xa:
| “ | Có lẽ suốt một đời cầm máy ảnh chưa bao giờ tôi được thấy một cảnh "đắt" trời cho như vậy: trước mặt tôi là một bức tranh mực tàu của một danh họa thời cổ. Mũi thuyền in một nét mơ hồ lòe nhòe vào bầu sương mù trắng như sữa có pha đôi chút màu hồng hồng do ánh mặt trời chiếu vào. Vài bóng người lớn lẫn trẻ con ngồi im phăng phắc như tượng trên chiếc mui khum khum, đang hướng mặt vào bờ. Tất cả khung cảnh ấy nhìn qua những cái mắt lưới và tấm lưới nằm giữa hai chiếc gọng vó hiện ra dưới một hình thù y hệt cánh một con dơi, toàn bộ khung cảnh từ đường nét đến ánh sáng đều hài hòa và đẹp, một vẻ đẹp thực đơn giản và toàn bích khiến đứng trước nó tôi trở nên bối rối, trong trái tim như có cái gì bóp thắt vào? Chẳng biết ai đó lần đầu đã phát hiện ra bản thân cái đẹp chính là đạo đức? Trong giây phút bối rối, tôi tưởng chính mình vừa khám phá thấy cái chân lý của sự toàn thiện, khám phá thấy cái khoảnh khắc trong ngần của tâm hồn. | ” |

Đoạn văn kết thúc truyện ngắn thể hiện quá trình tự ý thức của Phùng:
| “ | Không những trong bộ lịch năm ấy mà mãi mãi về sau, tấm ảnh chụp của tôi vẫn còn được treo ở nhiều nơi, nhất là trong các gia đình sành nghệ thuật. Quái lạ, tuy là ảnh đen trắng nhưng mỗi lần ngắm kỹ, tôi vẫn thấy hiện lên cái màu hồng hồng của ánh sương mai lúc bấy giờ tôi nhìn thấy từ bãi xe tăng hỏng, và nếu nhìn lâu hơn, bao giờ tôi cũng thấy người đàn bà ấy đang bước ra khỏi tấm ảnh, đó là một người đàn bà vùng biển cao lớn với những đường nét thô kệch, tấm lưng áo bạc phếch có miếng vá, nửa thân dưới ướt sũng khuôn mặt rỗ đã nhợt trắng vì kéo lưới suốt đêm. Mụ bước những bước chậm rãi, bàn chân dậm trên mặt đất chắc chắn, hòa lẫn trong đám đông. | ” |